# Geel doodshoofdaapje
Het geel doodshoofdaapje (Saimiri oerstedii) is een zoogdier uit de familie van de kapucijnapen en doodshoofdaapjes (Cebidae). De wetenschappelijke naam van de soort werd gepubliceerd door Johannes Theodor Reinhardt in 1872. Het is het enige doodshoofdaapje dat voorkomt in Centraal-Amerika, waar het leeft in Costa Rica en Panama.

## Taxonomie
Het geel doodshoofdaapje behoort tot de familie Cebidae, die naast de doodshoofdaapjes ook de kapucijnapen en de klauwaapjes omvat. Binnen de familie Cebidae behoort het tot het geslacht van doodshoofdaapjes, bestaande uit vijf soorten. Het geel doodshoofdaapje de enige soort die buiten Zuid-Amerika in het wild leeft. De wetenschappelijke benaming Saimiri oerstedii is toegekend door Johannes Theodor Reinhardt. Hij gaf de benaming ter ere van collega bioloog en botanicus Anders Sandøe Ørsted.
Van het gele doodshoofdaapje bestaan twee ondersoorten:
- Saimiri oerstedii oerstedii (Zwartkapdoodshoofdaapje) – (Reinhardt, 1872) – Komt voor in zuidwestelijk Costa Rica en westelijk Panama.
- Saimiri oerstedii citrinellus (Roodrugdoodshoofdaapje) –  (O. Thomas, 1904) – Komt voor in westelijk Costa Rica.

## Uiterlijk
Deze kleine aap bereikt maximaal een lichaamslengte van 26 tot 30 cm en weegt tussen de 600 en 950 gram. De kleur van deze in Centraal-Amerika voorkomende ondersoort van de doodshoofdaapjes verschilt redelijk van de groenige ondersoort welke voorkomt in zuidelijk Amerika. De vacht op de rug, handen en onderarmen is oranjebruin gekleurd. Op de schouders, relatief lange bovenarmen, en de basis van de staart is de vacht vlekkerig grijs. De borst en hals is lichtgrijs. Het kleine, ongeveer 6 cm grote hoofdje heeft een zwart-witte masker wat iets weg heeft van een doodshoofd. Hieraan heeft het aapje de Nederlandse benaming doodshoofdaapje te danken. De vacht boven op de kop is wat donkerder van kleur. De oren en de huid rondom de ogen zijn naakt en roze. De grijze staart is met een lengte van 36 tot 39 cm iets langer dan de lichaamslengte en eindigt in een zwarte punt. Deze aap heeft in tegenstelling tot veel andere primaten uit het Neotropisch gebied geen grijpstaart. De staart kan dus niet fungeren als een extra 'arm' maar wordt door het dier gebruikt voor balans tijdens het verplaatsen in de bomen.
Het zwartkap-doodshoofdaapje (Saimiri oerstedii oerstedii) is te herkennen aan de wat donkerdere vacht boven op de kop. De andere ondersoort, het roodrug-doodshoofdaapje (Saimiri oerstedii citrinellus) heeft deze donkere kap niet.
In de afmeting is er seksuele dimorfie, verschil tussen de mannetjes en de vrouwtjes: mannetjes zijn 15% zwaarder en iets groter dan de vrouwtjes. Ondanks de kleine afmeting heeft het doodshoofdaapje in verhouding tot het lichaam de grootste hersenen.

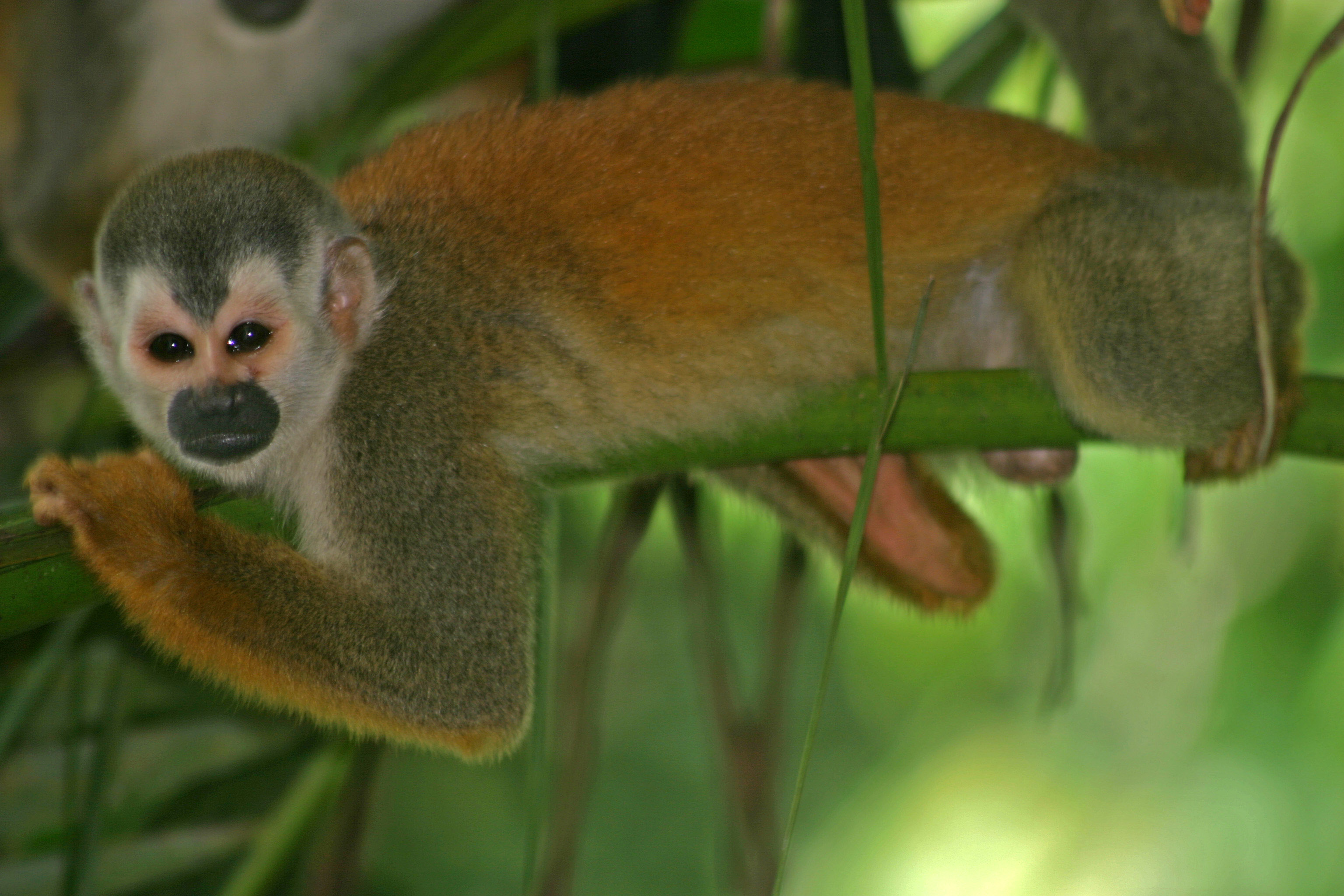
Roodrug doodshoofdaapje (S.o.citrinellus)
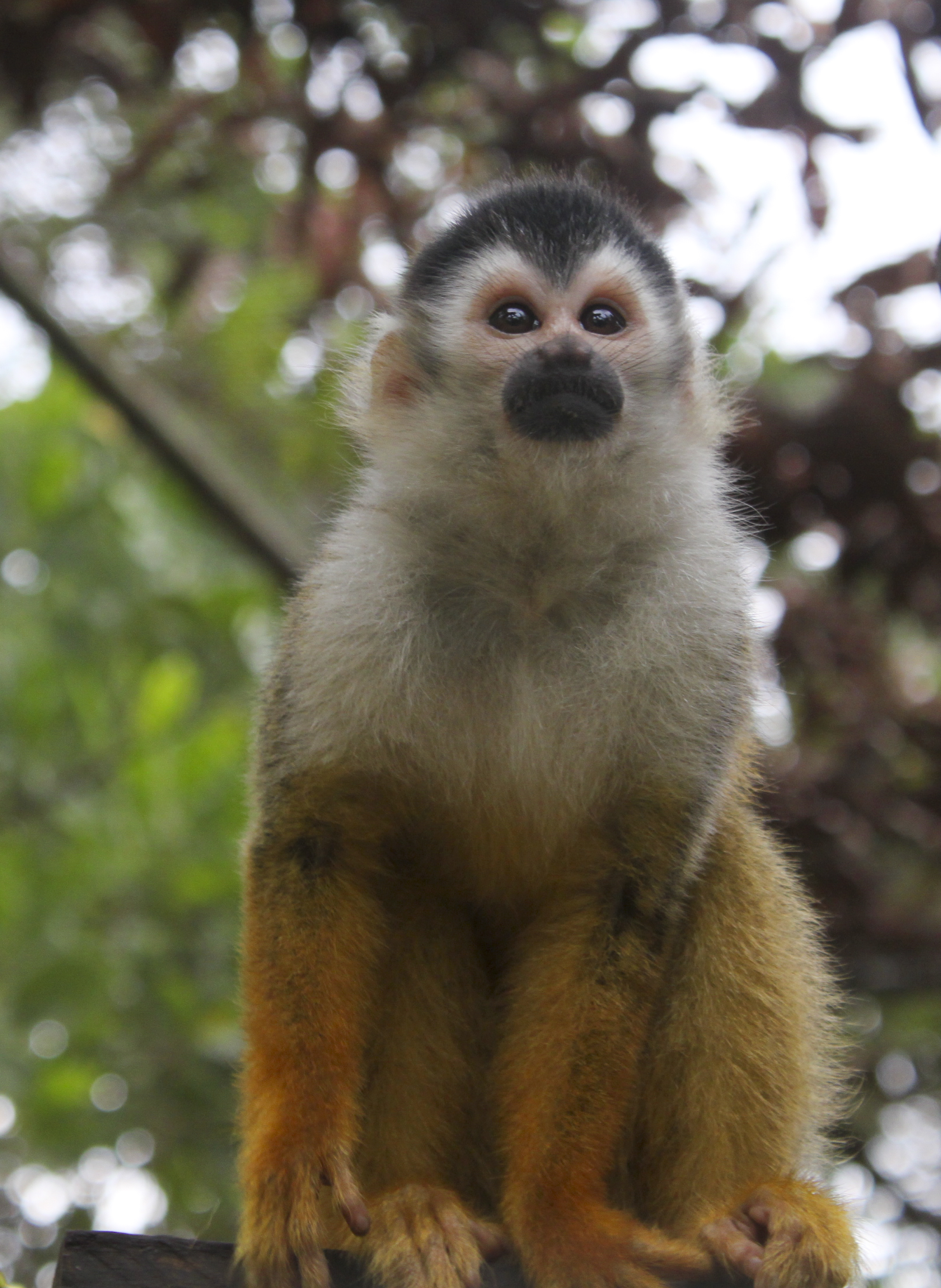
Zwartkap doodshoofdaapje (S.o.oerstedii)
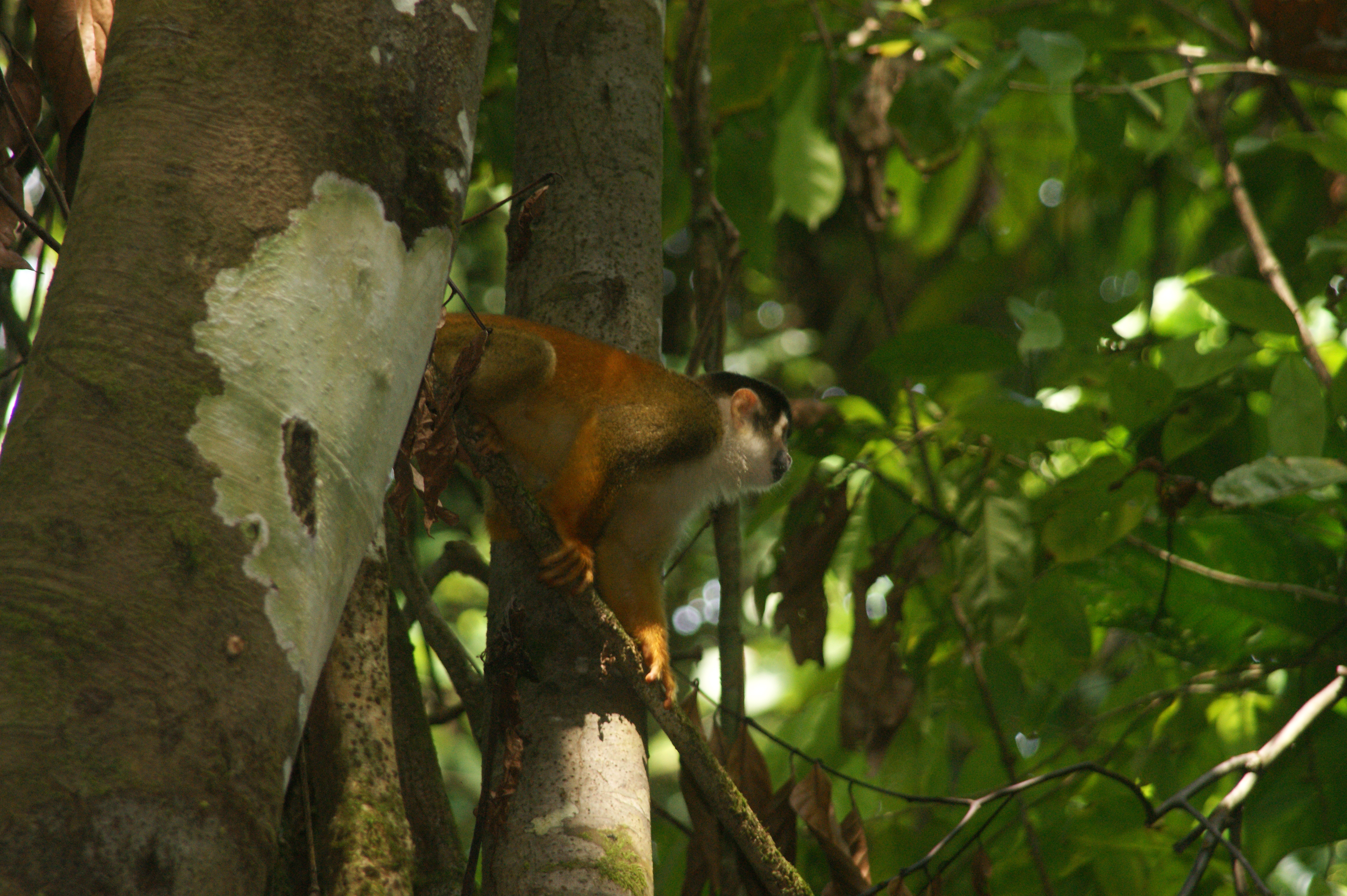
Zwartkap doodshoofdaapje (S.o.oerstedii)

## Verspreidingsgebied
Het verspreidingsgebied van deze soort is beperkt. S. o. oerstedii is te vinden in Costa Rica vanaf Río Grande de Térraba en het schiereiland Osa (schiereiland) met het daarop gevestigde Nationaal park Corcovado, verder langs de kust tot de eilandengroep van de Golfo de Chiriquí in Panama. Het verspreidingsgebied van de S. o. citrinellus loopt vanaf Río Grande de Térraba naar het noorden tot aan het Herradura- en Dota-gebergte. Deze ondersoort is eenvoudig te zien in het Nationaal park Manuel Antonio. Hier houdt hij zich niet aan de parkgrenzen en komt hij regelmatig in de tuinen van de hotels rondom Quepos. Het dier leeft in de primaire en secondaire laaglandwouden tot een hoogte van 500 meter boven zeeniveau.

## Gedrag
Het geel doodshoofdaapje is overdag actief. Hij leeft voornamelijk in de bomen en komt zelden op de grond. Het dier leeft in groepen welke meestal tussen de 20 tot 75 exemplaren bedraagt. Groepen van meer dan 100 exemplaren worden soms ook waargenomen. Ongeveer een derde deel van de groep bestaat uit mannetjes. Het overige deel zijn vrouwtjes en hun jongen. Het territorium bedraagt een oppervlakte van tussen de 35 tot 63 hectare. Territoria kunnen overlappen, met name in gebieden met beperkte leefruimte en voldoende voedsel. Overdag trekken de groepen door hun territoria op zoek naar voedsel. Hierbij leggen de dieren een afstand af welke ligt tussen de 2500 tot 4200 meter per dag. Over het algemeen blijft de groep overdag bij elkaar hoewel het voorkomt dat kleine groepjes zich overdag soms tijdelijk toch afsplitsen. In tegenstelling tot andere doodshoofdaapjes maakt het geel doodshoofdaapje elke nacht gebruik van dezelfde bomen als slaapplaats.
Gedurende de paartijd bestaat er een dominante hiërarchie binnen de groep. Deze dominantie is voornamelijk aanwezig tussen mannetjes die ongeveer even oud zijn. Buiten de paartijd heerst er geen sterke dominantie en is er geen uitgesproken hiërarchie. Er is geen dominantie van mannetjes over vrouwtjes of vice versa. Iets wat uniek is voor deze doodshoofdapensoort. In tegenstelling tot de andere soorten vecht deze soort onderling nauwelijks.
Diverse diersoorten maken gebruik van de activiteiten van de doodshoofdaap. Ettelijke soorten vogels volgen de apen om op deze manier insecten en kleine zoogdieren te pakken die worden opgeschrikt door de apen. Enkele vogelsoorten welke gebruikmaken van deze situatie zijn de bruinvleugel-muisspecht, Amazone-tangare en de tandwouw. Andere vogels zoals diverse soorten motmot en trogons maken hier in mindere mate gebruik van. Ook zoogdieren zoals de witsnuitneusbeer en pekari volgen de apen soms om het gevallen fruit te eten.

## Voortplanting
Het broedseizoen begint in de maand september. Alle vrouwtjes zijn in dezelfde periode ontvankelijk. Twee maanden voor aanvang van het broedseizoen worden de mannetjes groter. Reden hiervoor is een toename van water in het lichaam van het mannetje. Oorzaak hiervan is de omzetting van het mannelijke testosteron hormoon naar oestrogenen. Hoe meer testosteron het mannetje produceert, des te meer hij groeit en des te meer voordeel hij hiervan heeft tijdens het broedseizoen. Vrouwtjes kiezen de grootste mannetjes uit om mee te paren. Over het algemeen zijn de grootste mannetjes ook de oudste mannetjes.
Soms verlaten mannetjes tijdelijk hun groep om zich aan te sluiten bij een nabije groep en te paren met vrouwtjes van deze groep. Vrouwtjes van deze groep zijn ontvankelijk voor de vreemde mannetjes. Hoewel mannetjes van de nieuwe groep indringers niet altijd dulden.
De draagtijd is zes maanden waarna er één jong wordt geboren. Alle jongen in de groep worden in dezelfde week geboren. Dit is in februari of maart. Slechts de helft overleeft de eerste zes maanden. De meeste jongen vallen ten prooi aan roofdieren. Jongen blijven ongeveer een jaar lang afhankelijk van hun moeder. Interval tussen de worpen is 12 maanden. Het jong wordt dus onafhankelijk van zijn moeder zodra zijn moeder een nieuw jong heeft geworpen. Vrouwtjes zijn na 2½ jaar geslachtsrijp. Bij mannetjes duurt dit langer, deze worden tussen hun vierde en vijfde levensjaar geslachtsrijp. Zodra de vrouwtjes volwassen zijn verlaten ze hun groep en sluiten ze zich aan bij andere groepen. Mannetjes blijven over het algemeen hun hele leven bij dezelfde groep.
De levensverwachting van deze aap in het wild is niet bekend. In gevangenschap zijn er exemplaren meer dan 15 jaar oud geworden.

## Voedsel
Deze doodshoofdaap is een omnivoor. Maaltijden bestaan uit een variatie aan insecten en larven. Met name sprinkhanen en rupsen worden gegeten. Verder eet het dier spinnen, fruit, bladeren, boomschors, bloemen en nectar. Qua fruit eet het dier o.a. cecropia, vijgen, vruchten van diverse soorten palmen en cashew. Ook staan kleine gewervelden zoals vleermuizen, vogels, hagedissen en boomkikkers op het menu.
Het merendeel van het voedsel vindt het dier op hoogte van 5 tot 10 meter in de bomen. De bomen worden intensief doorzocht op mogelijke maaltijden. Ongeveer twee derde tot drie kwart van de dag wordt besteed aan het foerageren. De doodshoofdaap is een belangrijk dier voor zijn omgeving. Vanwege de strooptocht door de bomen is het dier een goede bestuiver voor bloemen. Stuifmeel blijft hangen aan de vacht van het dier waardoor het later bij andere bloemen in andere bomen terecht kan komen. Onder andere de passiebloem wordt op deze manier bestoven. Daarnaast zorgt het dier ook verspreiding van diverse soorten zaden. Zaden welke door de maag van het dier zijn gegaan komen later sneller uit.
Soms zorgt het dier rondom boerderijen voor overlast. Het dier lust namelijk ook graag mais, bananen, mango en koffiebonen. Bij de diverse hotels rondom Quepos worden diverse buffetten regelmatig geplunderd door de apen.

## Geluid
Het geluid wat de dieren produceren is niet een geluid welke men zou verwachten van een aap. De dieren maken een grote variatie van hoge, vogelachtig tjsilpende geluiden. Door deze vogel achtige geluiden worden de dieren niet altijd direct opgemerkt. De dieren bewegen zich echter ook vrij luidruchtig door de bomen voort waardoor ze hun aanwezigheid toch verraden.

## Vijanden
Met name door de kleine afmeting valt het geel doodshoofdaapje regelmatig ten prooi aan diverse roofdieren. Zo valt hij ten prooi aan roofvogels, zowel wilde katachtigen als huiskatten, slangen, tayra, opossums, witsnuitneusberen en soms zelfs een toekan. De oudere mannetjes speuren de omgeving af voor roofdieren. Zodra er een potentieel gevaar wordt gespot slaat het mannetje alarm. De alarmkreet is een harde hoge piep waarna het dier wegduikt. De overige leden van de groep reageren hierop door direct beschutting te zoeken.

## Status
Voorheen nam men aan dat het geel doodshoofdaapje een subpopulatie was van een Zuid-Amerikaanse soort meegenomen naar Costa Rica door mensen. Als bewijs werd het zeer kleine leefgebied van het geel doodshoofdaapje aangedragen en de enorme afstand tussen deze soort en andere soorten in Zuid-Amerika. Uiteindelijke studie heeft als bewijs aangedragen dat deze soort inderdaad ontstaan is uit een soort in Zuid-Amerika, echter minimaal al meer dan 260.000 jaar geleden en mogelijk zelfs meer dan 4 miljoen jaar geleden.
Een populaire theorie is dat deze dieren leefden in Colombia gedurende het late mioceen of plioceen tijdperk en migreerden naar Centraal-Amerika. Deze soort was de voorouder van het huidige geel doodshoofdaapje. Rondom dezelfde periode migreerde ook de Zwarte brulaap richting Guatemala. De dieren passeerden door de istmus van Panama. Deze istmus, of landengte, sloot later weer vanwege het stijgen van het water in de oceanen om zich vervolgens 2 miljoen jaar geleden weer opnieuw te openen. Met de nieuwe opening van de istmus kwam er een nieuwe stroom van migranten waaronder de witschouderkapucijnaap en de zwarthandslingeraap. De nieuwe migranten verdrongen de oude migranten zoals het geel doodshoofdaapje en beperkten hiermee hun leefgebied.
De populatie van deze soort is drastisch afgenomen. Rondom 1970 telde men nog ongeveer 200.000 exemplaren. De huidige populatie bedraagt naar schatting rondom de 5000 exemplaren. De grootste oorzaak van de sterke afname is ontbossing, jacht en illegale dierhandel. Een grote populatie leeft rondom Quepos een sterk ontwikkeld gebied ten aanzien van het toerisme. Veel dieren worden hier slachtoffer van de toegenomen verkeersdrukte ondanks het aanbrengen van grote aantallen gespannen apenbruggen over de wegen. Ook worden de dieren regelmatig slachtoffer van elektrocutie door de gespannen stroomkabels langs de weg. Costa Rica heeft diverse programma's voor het behoud van deze dieren. In Panama is een groot herbebossingsproject van start gegaan in de provincie Chiriqui, dat moet bijdragen aan het behoud van deze dieren.
In 2010 had deze aap nog steeds bij het IUCN, de status kwetsbaar. Met name omdat er nog steeds leefgebied verdwijnt, onder meer door de oprukkende palmplantages voor palmolie. In 2003 stond het dier echter nog genoteerd als bedreigd.

## Afbeeldingen

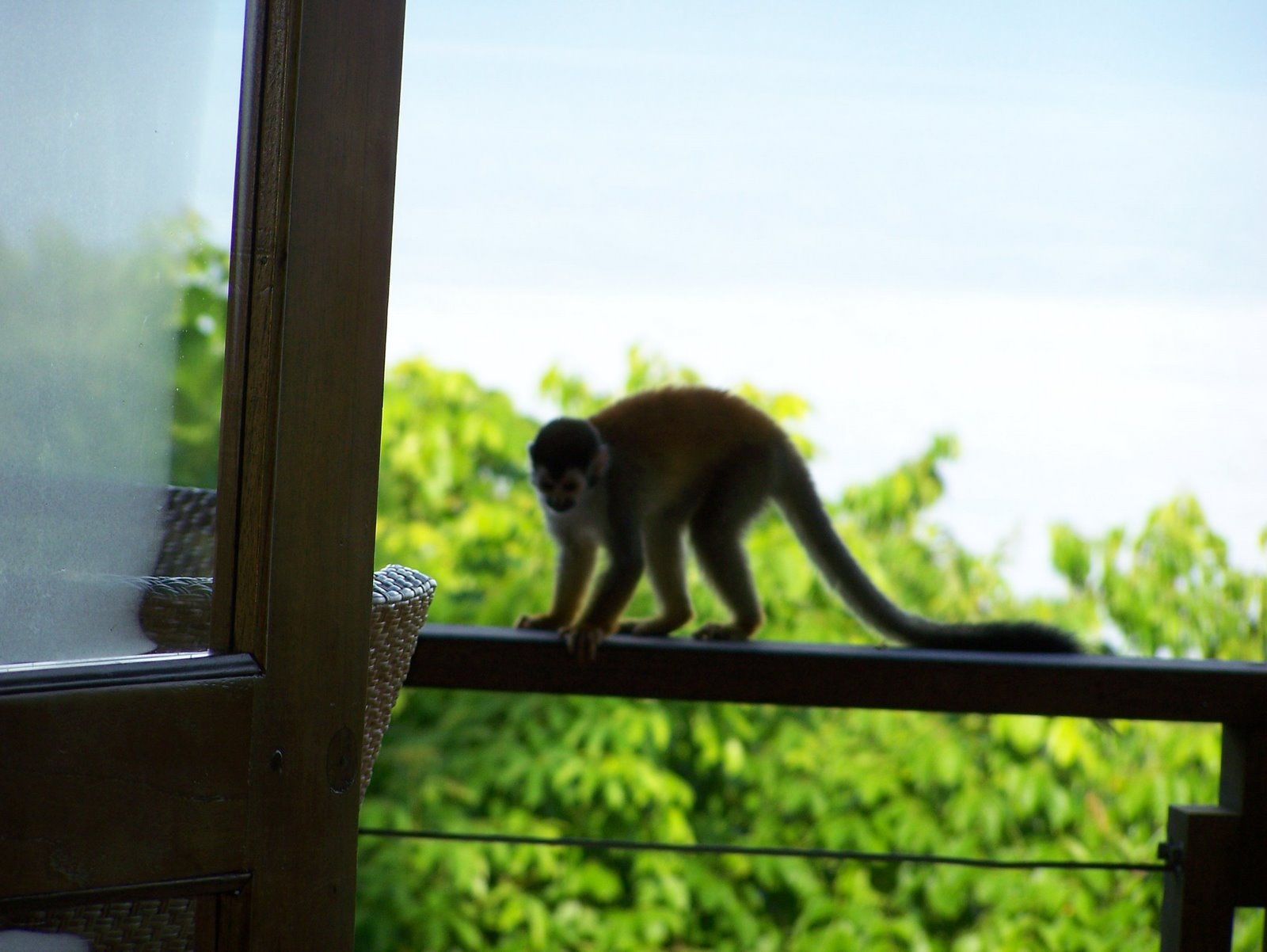
Geel doodshoofdaapje bij een hotel in de buurt van Manuel Antonio
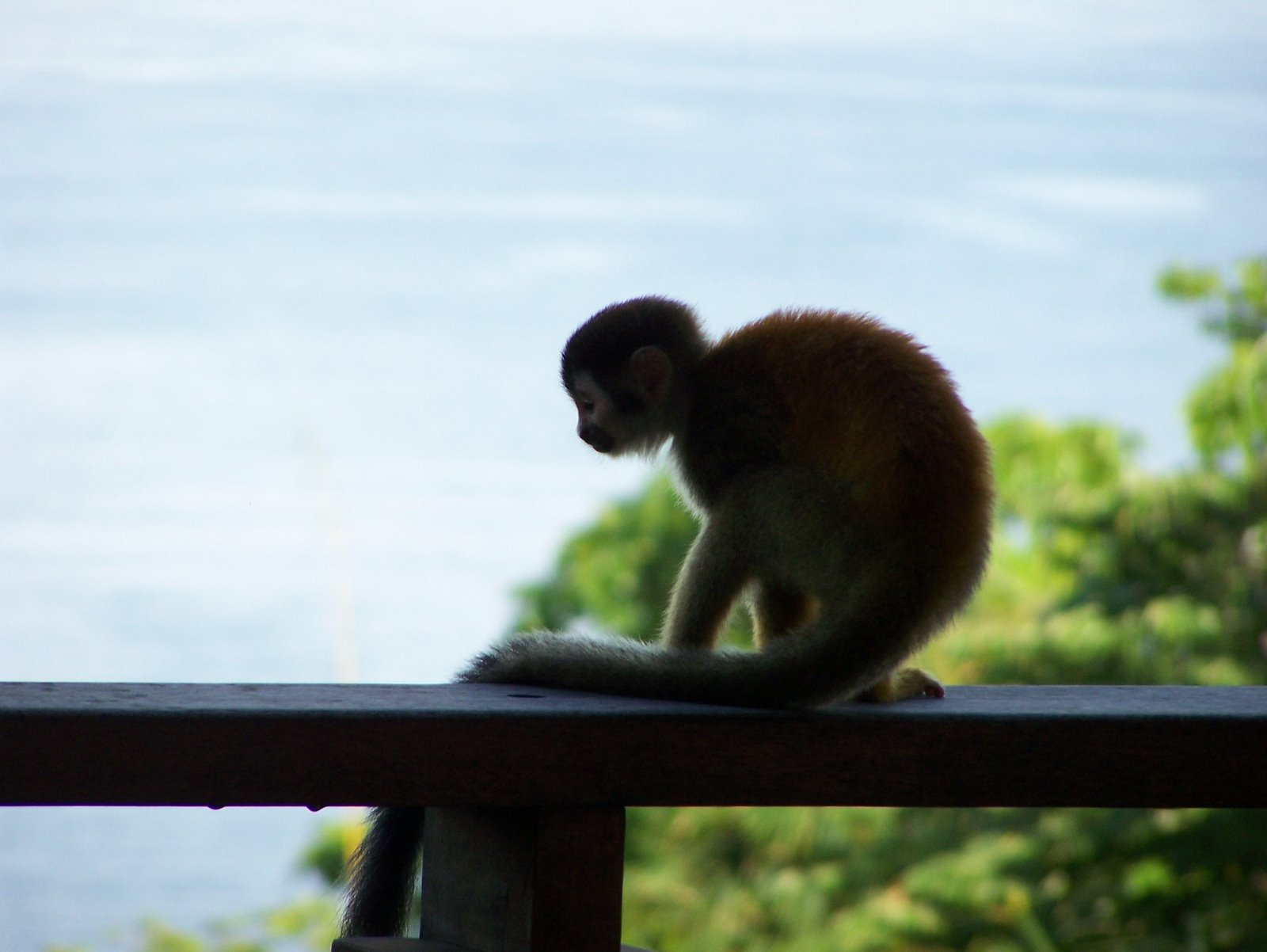
Geel doodshoofdaapje bij een hotel in de buurt van Manuel Antonio
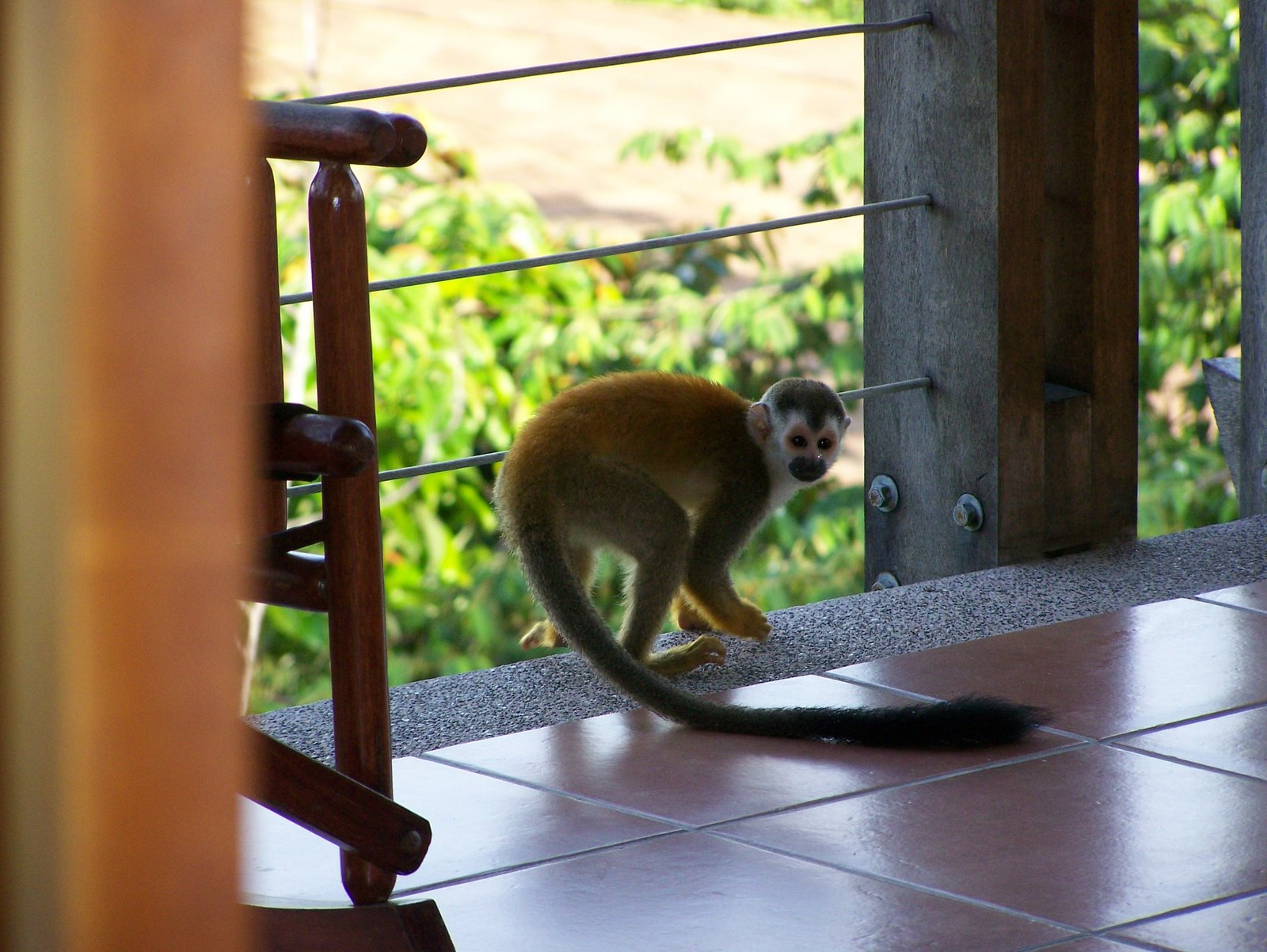
Geel doodshoofdaapje bij een hotel in de buurt van Manuel Antonio